# 廣安銀行
廣安銀行（英語：Kwong On Bank，前股票編號：港交所：1115）是香港一間已被收購的銀行，於1999年被星展銀行收購。

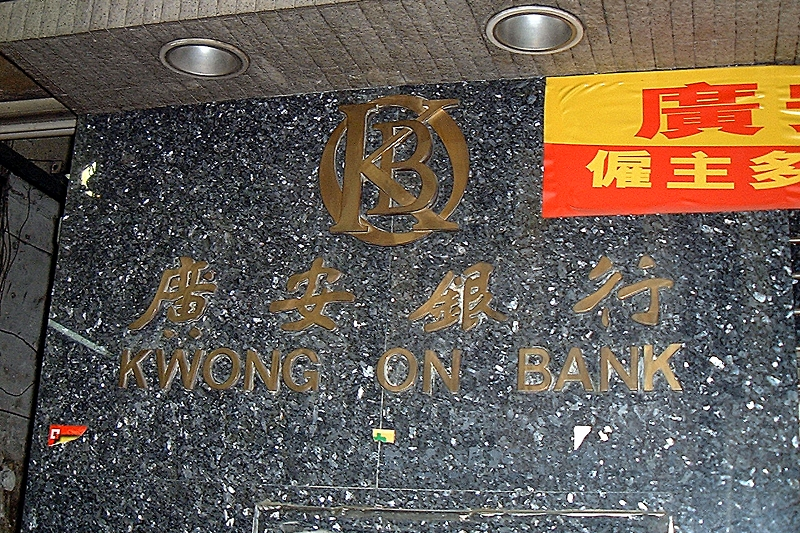
位於香港筲箕灣的廣安銀行分行

1938年由前市政局議員及主席梁定邦醫生父親梁季彜先生創立，當時香港中小型銀行之一，1970年代，梁季彜先生逝世後，由梁定邦醫生接手家族經營。
1996年，正式於香港交易所主板上市，但於前市政局會議上，在認講本公司股票時，引起一輪大波，質疑梁定邦醫生、丁毓珠女士在認講本公司股票時，未能知會所有事項，因此被廉政公署介入，最後事件不了了之。
到了1998年，新加坡發展銀行收購富士銀行（現瑞穗銀行，於1965年入股）所持有的廣安銀行的股權。同年在強制收購完成後，撤銷香港上市，並且易名為DBS廣安銀行。2003年，該行併入星展銀行 (香港)至今。

## 參看
- 星展銀行 (香港)
- 道亨銀行
- 海外信託銀行